# Contre Timarque
Le Contre Timarque (en grec ancien Κατὰ Τιμάρχου / Katà Timárkhou) est l'un des trois discours préservés de l'orateur athénien Eschine.

## Présentation

### Contexte
Rédigé en 346-345 av. J.-C., il s'insère dans le contexte de la lutte entre le royaume de Macédoine et les cités grecques : au retour de la négociation de la paix de Philocrate avec Philippe II de Macédoine, Démosthène, lui-même membre de l'ambassade, se désolidarise de ses collègues et les accuse d'avoir trahi Athènes. Démosthène est soutenu par un dénommé Timarque, qui assume probablement la responsabilité de l'accusation formelle avant l'Aréopage. Parmi les accusés se trouve Eschine, qui riposte en attaquant Timarque : il accuse ce dernier de s'être prostitué pendant sa jeunesse. Une loi athénienne interdisant aux prostitués de parler à l'assemblée, Timarque ne saurait donc porter une accusation contre les envoyés. Malgré un discours de défense écrit par Démosthène, Timarque est condamné et perd ses droits civiques : il est frappé d'atimie.

### Composition du discours[1]

#### Exorde
Paragraphes 1 à 8
Eschine loue les lois de la démocratie et souligne leur importance : elles sont les bases sur lesquelles s'appuie le régime. Il présente ensuite Timarque comme un homme qui porte préjudice à l'État. De ce fait, en procédant à son accusation, Eschine vient au secours de la cité.
Eschine annonce pour son discours un plan en deux parties : il exposera d'abord des lois concernant la conduite des enfants, des adolescents et des hommes en général, que ce soit dans la sphère privée ou publique. Relativement à elles, il procédera ensuite à l'examen des mœurs de Timarque.

#### Développement annoncé par Eschine
Paragraphes 9 à 116.
9-32 : Eschine expose les textes de lois sur lesquels s'appuiera sa démonstration.
33-93 : Eschine énonce les preuves de la culpabilité de Timarque. Cette partie mêle narration et dialectique puisque Eschine raconte des épisodes de la vie de Timarque et fait par ailleurs entendre la déposition de différentes personnes, comme celles de deux amants de Timarque.
94-115 : Outre le fait de s'être prostitué, Eschine accuse Timarque d'avoir dilapidé son héritage, d'avoir abandonné financièrement un membre de sa famille et d'être corrompu politiquement.
116 : Il s'agit d'une première péroraison d'Eschine, qui annonce deux nouveaux thèmes à traiter : la présentation des arguments de la partie adverse, et une exhortation des citoyens à la vertu.

#### Nouveau développement
Paragraphes 117 à 176.
117-176 : Eschine entreprend d'anticiper les arguments de la défense qui sera menée par Démosthène et de les réfuter. Il attaque alors aussi l'orateur athénien qu'il présente notamment comme un sophiste dont les juges doivent se méfier. Il poursuit par ailleurs son accusation contre Timarque, en revenant sur la question de la prostitution.

#### Péroraison
Paragraphes 177-196.
Eschine procède à la véritable péroraison de son discours. Il renouvelle la démarche adoptée dans l'exorde, en montrant les conséquences qu'aura selon lui le verdict quant à l'avenir de la démocratie athénienne.

## Éditions
- (en + grc) Charles Darwin Adam, Aeschines, Harvard University Press, coll. « Loeb », Londres, 1919 (lire le texte grec en ligne) ;
- Victor Martin (traduction et commentaire), Discours, tome 1 : Contre Timarque, Sur l'ambassade infidèle, Belles Lettres, collection des Universités de France, 2003 (1re édition 1928).
- Victor Martin et Guy de Budé (établissement du texte et traduction), Discours, tome 1 : Contre Timarque; Sur l'ambassade infidèle, Belles Lettres, collection des Universités de France, 2002 (1re édition 1927).